# Hurwenen
Hurwenen (in de volksmond Hurne) is een dorp gelegen aan de zuidoever van de Waal in de Bommelerwaard, enkele kilometers ten oosten van Zaltbommel. Hurwenen heeft 660 inwoners (per 1 januari 2023).
Hurwenen maakte van 1811 tot 1821 deel uit van de toenmalige gemeente Rossum. Van 1 januari 1818 tot 1 januari 1821 maakte ook Heerewaarden deel uit van deze gemeente. Van 1 januari 1821 tot 1 juli 1955 was Hurwenen een zelfstandige gemeente. Op 1 juli 1955 vormde Hurwenen opnieuw samen met Rossum een gemeente. Sinds 1 januari 1999 maakt Hurwenen deel uit van de gemeente Maasdriel (Gelderland).

## Bezienswaardigheden
- In Hurwenen staat een beltmolen met de Latijnse naam 'Vento Vivimus' (Wij leven van de wind), die eigendom is van de gemeente Maasdriel. Deze in 1875 gebouwde molen heeft in de Tweede Wereldoorlog veel schade opgelopen en werd in 1975 gerestaureerd. De molen is maalvaardig en sinds 1991 wordt er (op vrijwillige basis) graan gemalen voor veevoer.
- De Sint-Barbarakerk
- De Hervormde kerk

Zie ook
- Lijst van rijksmonumenten in Hurwenen
- Lijst van gemeentelijke monumenten in Hurwenen

## Galerij

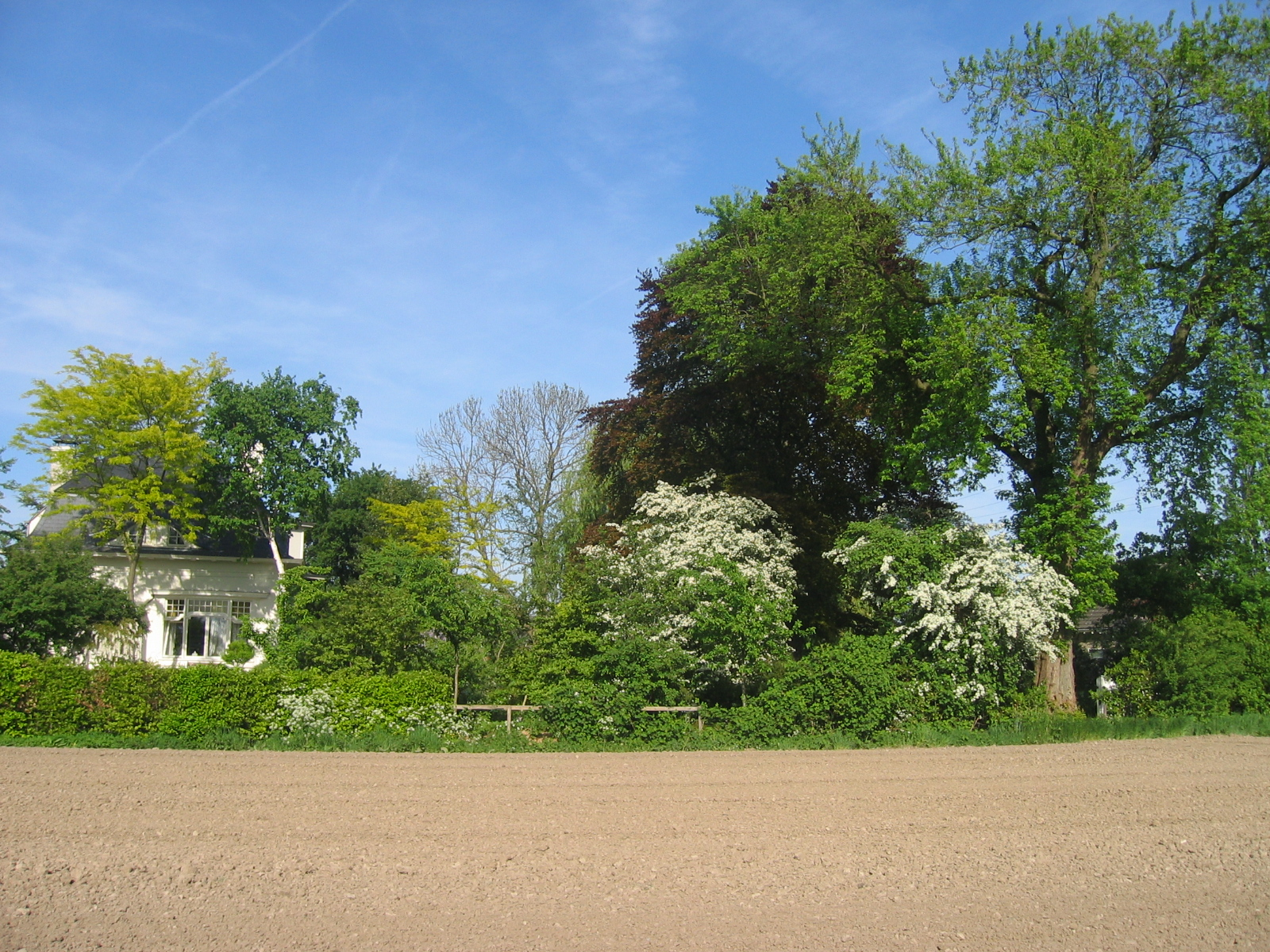
Villa Breëershof (De witte villa)
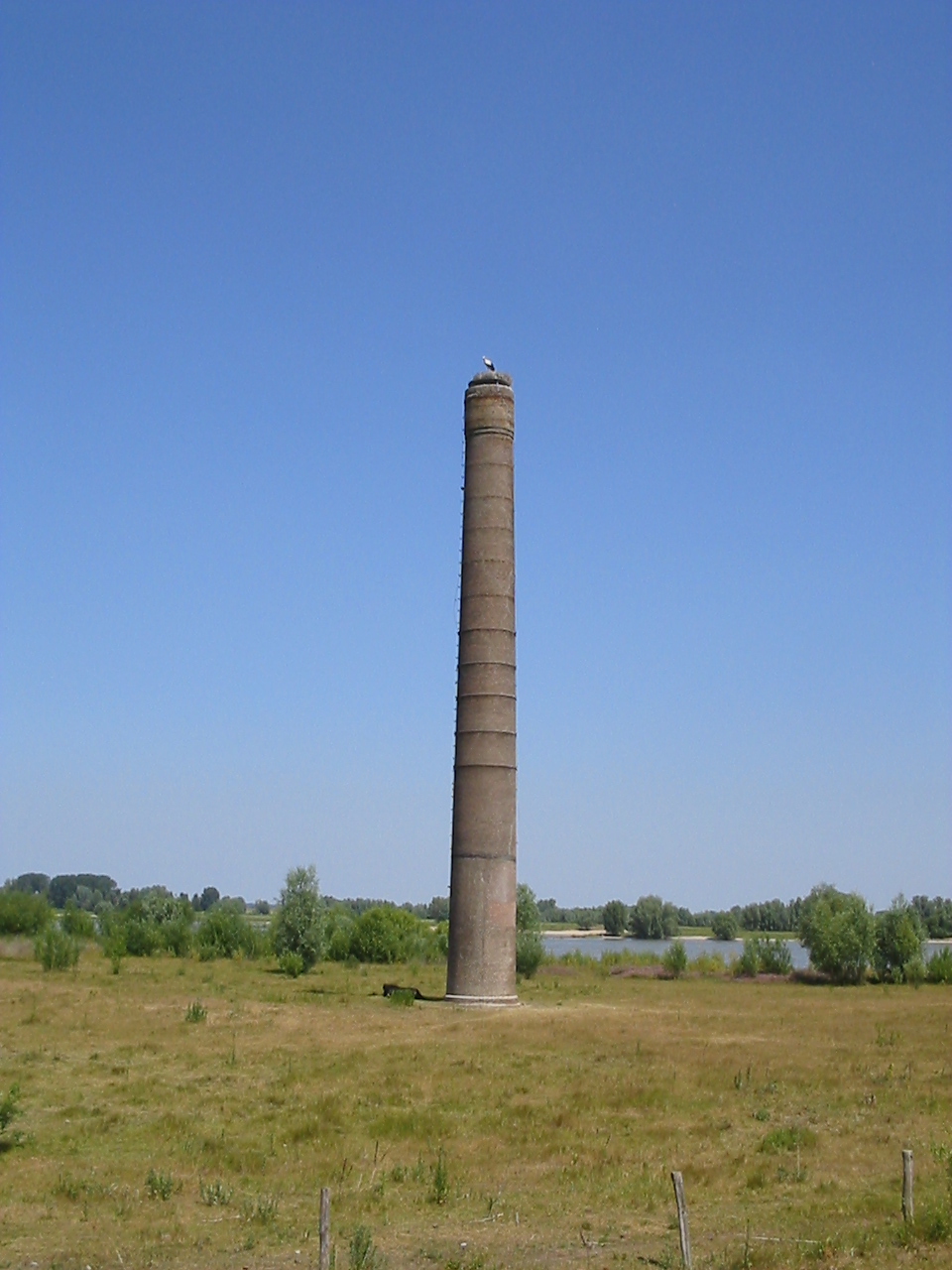
De schoorsteen van voormalige steenfabriek "De Lage Waard"

## Natuur en landschap
Hurwenen ligt vanouds aan de Waal op een hoogte van ruim 3 meter. Het gaat feitelijk voornamelijk om een verlande Waalmeander, de Hurwenense Kil. In de uiterwaarden zijn plassen te vinden. Het staatsnatuurmonument de Kil van Hurwenen, in de uiterwaard van de Waal, is een vooral in vogelkringen bekend natuurgebied.

## Geboren in Hurwenen
- Corstiaan van Drimmelen (21 augustus 1860 - 29 maart 1935), bestuurder in Suriname
- Adrianus Neet (28 december 1902 - 14 juli 1967), burgemeester
- Hurnet Dekkers (8 mei 1974), roeister, wereldkampioene ergometeren 2001
- Nienke Dekkers (7 november 1979), roeister
- Roel van Hemert (21 november 1984), voetballer
- Eva van Esch (12 mei 1986), politica namens de Partij voor de Dieren (PvdD)

## Nabijgelegen kernen
Zaltbommel, Rossum, Waardenburg